# Berkley Books
Berkley Books est une maison d'édition du groupe américain Penguin Group fondée en 1955.

## Histoire
En 1955, les investisseurs Charles Byrne et Frederic Klein, qui travaillaient aux éditions Avon, créent une maison d'édition indépendante qu'ils nomment « Chic News Company », puis renomment rapidement « Berkley Publishing Co ». Elle rencontre le succès en publiant des romans de science-fiction. En 1965, elle est rachetée par les éditions G. P. Putnam's Sons et devient leur éditeur au format poche.
En 1982, G. P. Putnam's Sons acquiert Grosset et Dunlap ainsi que Playboy Press. Celle-ci est totalement absorbée par Berkley, mais les marques Ace Books et Jove Books sont préservées. En 1996, G. P. Putnam's Sons est rachetée à son tour par le groupe américain Penguin Group.
Après sa publication en poche d'Octobre rouge de Tom Clancy, Berkley Books a édité beaucoup de romans de guerre et de techno-thrillers.
Elle a compté parmi ses auteurs principaux :
- Dale Brown[1]
- Tom Clancy
- Patricia Cornwell
- Clive Cussler
- Frank Herbert
- Dean Koontz
- Nora Roberts

## Couvertures de livres

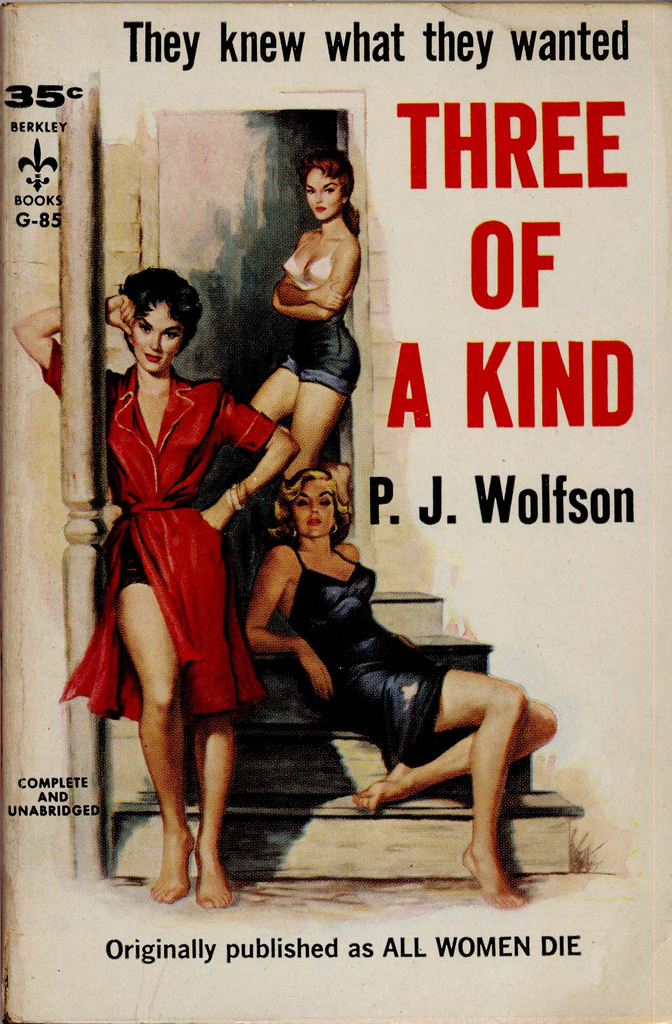
Three of a Kind, P. J. Wolfson 1957
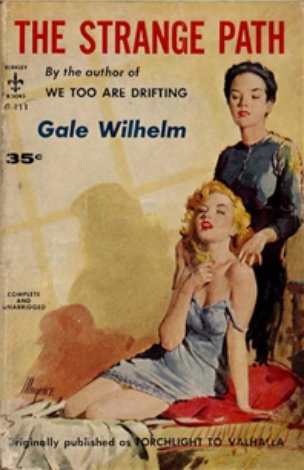
The Strange Path, Gale Wilhelm 1958
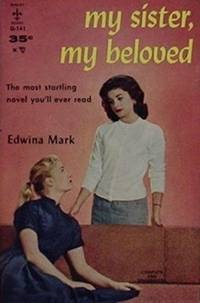
My Sister, My Beloved, Edwina Mark 1958
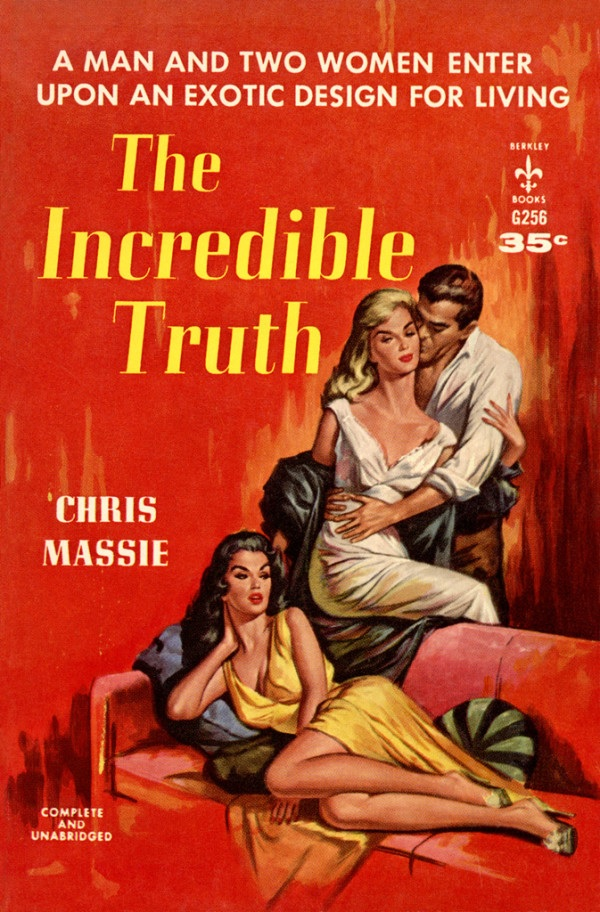
The Incredible Truth, Chris Massie 1959